# Tensnake
Marco Niemerski (* 1975 in Hamburg), besser bekannt unter seinen Künstlernamen Tensnake und Marc Moureau, ist ein deutscher DJ und Musikproduzent.

## Karriere
Hauptsächlich bekannt wurde Niemerski durch die im Jahr 2010 veröffentlicht Single Coma Cat, welche Platz 85 der Britischen Musikcharts erreichte. Außerdem landete sie auf Platz 17 der UK Dance Charts, Platz 11 der UK Independent Charts und Platz 1 der UK Independent Breakers Charts.
Sein 2014 veröffentlichtes Debütalbum Glow erreichte Platz 88 der britischen Albumcharts. Der darauf enthaltene Song Pressure, der zusammen mit Thabo aufgenommen wurde, war Teil des Soundtracks des Computerspiels FIFA 15 und erreichte dadurch überregionale Aufmerksamkeit.

## Diskografie

### Alben
- 2014: Glow
- 2019: Best Case Life
- 2020: L.A.
- 2023: Stimulate

### EPs
- 2006: Restless
- 2009: In the End (I Want You to Cry)
- 2015: In the End (Remixes)
- 2017: Gemini Rising (mit Gemini Rising & Fiora)

### Singles
- 2006: Toshi’s Battle
- 2006: Around the House
- 2007: Look to the Sky
- 2007: I Say Mista
- 2007: Dust (vs. Suite 9)
- 2007: White Dog
- 2007: Show Me
- 2007: Seconds of Gwernd
- 2007: Hanselstadt
- 2009: Can You Feel It
- 2009: The Then Unknown
- 2009: Holding Back (My Love)
- 2009: In the End (I Want to Cry)
- 2010: Get It Right
- 2010: Need Your Lovin
- 2010: Coma Cat
- 2011: You Know I Know It
- 2011: Something About You
- 2011: Congolal
- 2012: Mainline (feat. Syron)
- 2013: See Right Through (feat. Fiora)
- 2013: Bliss
- 2014: Love Sublime (feat. Nile Rodgers & Fiora)
- 2014: Feel of Love (mit Jacques Lu Cont feat. Jamie Lidell)
- 2015: Keep on Talking
- 2016: Desire
- 2016: Freundchen
- 2017: Cielo
- 2017: Machines
- 2017: After the Rain (mit Gemini Rising & Fiora)
- 2017: Hello?
- 2019: Morph (mit Gemini Rising & Fiora)
- 2019: Just Because (mit Gemini Rising & Fiora)
- 2019: The Future (mit Gemini Rising & Fiora)
- 2019: Rules (feat. Chenai)
- 2020: Automatic (feat. Fiora)
- 2020: Somebody Else (feat. Boy Matthews)

### Remixe
- 2008: Sally Shapiro – I’ll Be by Your Side
- 2020: Oliver Helden feat. Boy Matthews – Details
- 2020: Dombresky & Boston Bun – Stronger
- 2020: Dua Lipa – Hallucinate
- 2023: Taylor Swift – Lavender Haze